# دون كاربنتر
دون كاربنتر (بالإنجليزية: Don Carpenter)‏ (16 مارس 1931، بيركيلي في الولايات المتحدة - 28 يوليو 1995، مل فالي في الولايات المتحدة)؛ كاتب سيناريو وروائي أمريكي.

## روابط خارجية
- دون كاربنتر على موقع IMDb (الإنجليزية)
- دون كاربنتر على موقع أول موفي (الإنجليزية)
- دون كاربنتر على موقع قاعدة بيانات الأفلام السويدية (السويدية)
- دون كاربنتر على موقع كينوبويسك (الروسية)